# Carlos Parra Mestre
Carlos Parra Mestre (Oliva, 22 de setembre de 1974), més conegut com a Carlos, és un pilotaire valencià, rest en la modalitat de raspall. A finals dels anys 90 se'l considerava el jugador més sòlid en la seua modalitat. Fou Campió Individual de Raspall el 1996 i 1998, i Campió per Parelles el 1998 i 2002. Es retira a finals de la dècada del 2000.
Llicenciat en Matemàtiques en la Facultat de Ciències Exactes de la Universitat de València, i professor d'institut des de l'any 2001.